# Lupus von Troyes

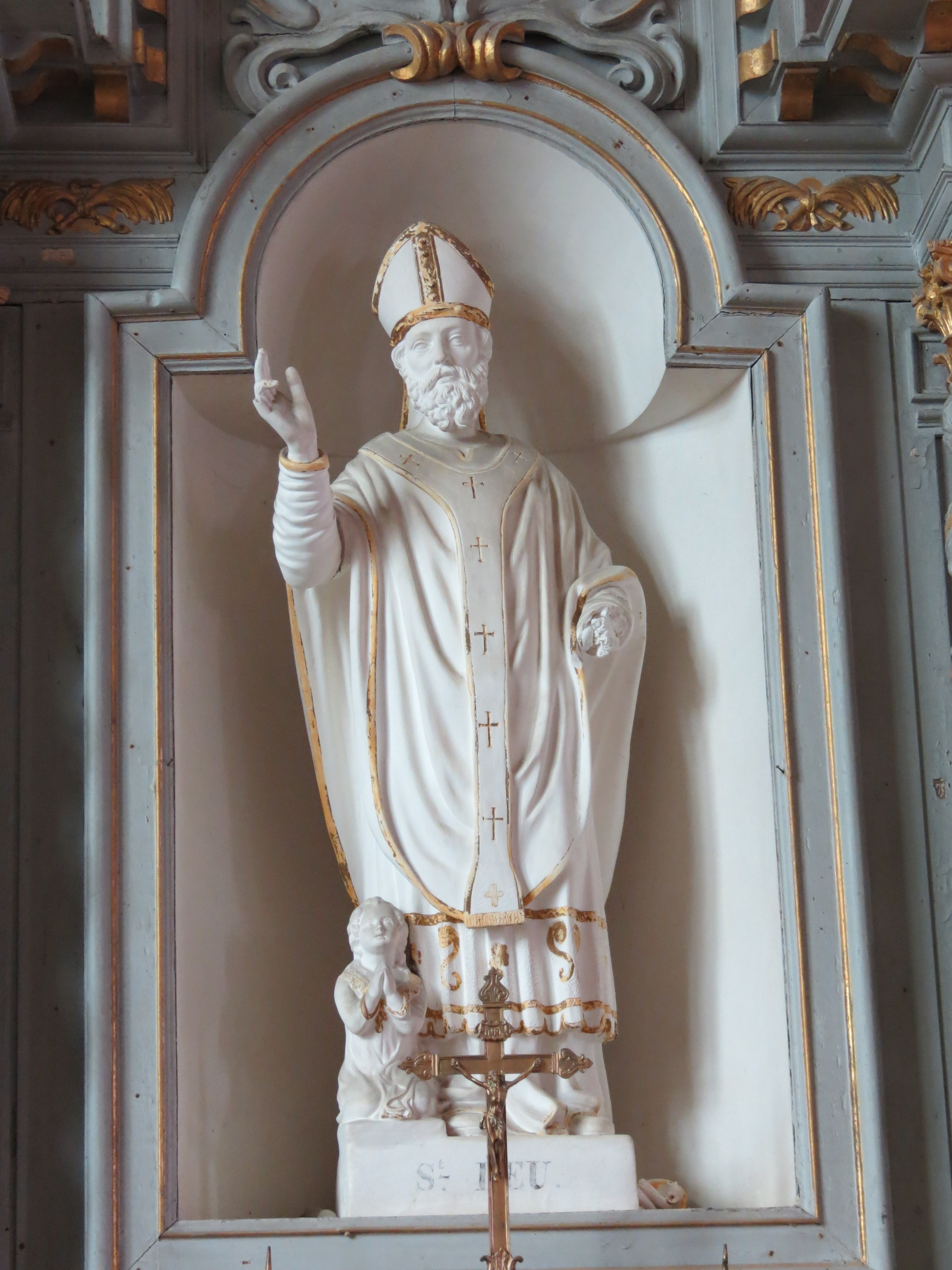
Statue des hl. Lupus

Lupus von Troyes (lateinisch Lupus Trecensis, französisch St Loup oder französisch St Leu; * 383 in Toul; † 478 in Troyes) war von 426 bis zu seinem Tod Bischof von Troyes. Er wird als Heiliger verehrt.

## Leben
Lupus wurde in der lothringischen Stadt Toul als Sohn eines Angehörigen des aus Rom stammenden Hochadels geboren, dessen Name als Eparchio, Eparchius oder Epirochio Franconio überliefert wird. Er heiratete Pimeniola, eine Schwester des Hilarius von Arles und arbeitete zunächst für den Gouverneur und späteren Bischof Germanus von Auxerre. Nach sieben Ehejahren entschieden sich Lupus und seine Frau gemeinsam für ein Leben im Kloster. Lupus ging als Mönch in die Abtei Lérins auf der Insel Saint-Honorat, wo auch einer seiner Brüder lebte, Vinzenz von Lérins.
Im Jahr 426 wurde er Bischof von Troyes. Auf seiner Reise nach Britannien im Jahr 429, gemeinsam mit Germanus von Auxerre, predigte er gegen den Pelagianismus, der sich unter den dortigen Christen schnell ausgebreitet hatte. Während der Reise sollen die beiden Bischöfe in Nanterre der jungen Genoveva begegnet sein, die bei diesem Besuch von Germanus eine geweihte Münze erhalten habe.
Im Jahr 451 marschierten Attilas Truppen in das heutige Frankreich ein. Während Genoveva die Bevölkerung von Paris zum Widerstand aufforderte und Attila die Stadt nicht angriff, wird die Rettung von Troyes folgendermaßen berichtet: Lupus sandte zunächst mehrere Kleriker, darunter Memorius und Camelianus, zu den gegnerischen Kommandeuren. Bis auf Camelianus wurden sämtliche Abgesandte ermordet. Camelianus konnte fliehen und kehrte zu Lupus zurück, dem er später im Amt des Bischofs nachfolgte. Lupus begab sich daraufhin persönlich zu Attila und konnte diesen überzeugen, Troyes zu verschonen und sich aus der Region zurückzuziehen. Auf dem Rückzug der Hunnen wurde die Champagne so stark verwüstet und entvölkert, dass Lupus sein Amt als Bischof aufgeben musste. Er zog sich für zwei Jahre auf den 15 km von Troyes entfernten Mont Lansuine und zwei weitere Jahre nach Mâcon zurück, wo ihm mehrere Wunder zugeschrieben werden.
Anschließend nahm er sein Bischofsamt wieder auf, das er bis zu seinem Tod ausübte. Er gilt als Erbauer der ersten Kathedrale von Troyes. Die Quellen geben neben 478 auch 479 als Sterbejahr an.

## Verehrung
Im Jahr 570 pilgerten die Frankenkönige Guntram I. und Chilperich I. zu seinem Grab, um dort den gegenseitigen Friedensschluss zu besiegeln.
Seine sterblichen Überreste gingen in den Wirren der Französischen Revolution größtenteils verloren. Erhalten ist lediglich ein Teil seines Schädels, der heute als Reliquie in der Kathedrale von Troyes aufbewahrt wird.

## Kult
- Der hl. Lupus ist Patron der Gelähmten, Epileptiker sowie der von Dämonen Besessenen.
- Sein katholischer Gedenktag ist der 29. Juli.
- In Italien ist der hl. Lupus Patron der Gemeinde San Lupo in der Provinz Benevento.